# Ronde van Italië 2011/Eindstanden
De eindstanden van de Ronde van Italië 2011.

## Algemeen klassement
| #  | Renner                | Land             | Ploeg               | Tijd     |
| -- | --------------------- | ---------------- | ------------------- | -------- |
|    | Alberto Contador      | Spanje           | Saxo Bank-Sungard   | 84:05:14 |
|    | Michele Scarponi      | Italië           | Lampre-ISD          | +6:10    |
| 2  | Vincenzo Nibali       | Italië           | Liquigas-Cannondale | +6:56    |
| 3  | John Gadret           | Frankrijk        | AG2R-La Mondiale    | +10:04   |
| 4  | Joaquím Rodríguez     | Spanje           | Team Katjoesja      | +11:05   |
| 5  | Roman Kreuziger       | Tsjechië         | Pro Team Astana     | +11:28   |
| 6  | José Rujano           | Venezuela        | Androni Giocattoli  | +12:12   |
| 7  | Denis Mensjov         | Rusland          | Geox-TMC            | +12:18   |
| 8  | Steven Kruijswijk     | Nederland        | Rabobank            | +13:51   |
| 9  | Kanstantsin Siwtsow   | Wit-Rusland      | Team HTC-High Road  | +14:10   |
| 10 | Mikel Nieve Iturralde | Spanje           | Euskaltel-Euskadi   | +16:08   |
| 11 | Hubert Dupont         | Frankrijk        | AG2R-La Mondiale    | +18:06   |
| 12 | Dario Cataldo         | Italië           | Quick Step          | +18:23   |
| 13 | David Arroyo          | Spanje           | Team Movistar       | +26:56   |
| 14 | Christophe Le Mével   | Frankrijk        | Team Garmin-Cervélo | +32:08   |
| 15 | Johann Tschopp        | Zwitserland      | BMC Racing Team     | +35:20   |
| 16 | Matteo Carrara        | Italië           | Vacansoleil-DCM     | +37:08   |
| 17 | Igor Antón            | Spanje           | Euskaltel-Euskadi   | +37:39   |
| 18 | Paolo Tiralongo       | Italië           | Pro Team Astana     | +38:21   |
| 19 | Tiago Machado         | Portugal         | Team RadioShack     | +39:59   |
| 20 | Thomas Lövkvist       | Zweden           | Sky ProCycling      | +43:51   |
| 21 | Peter Stetina         | Verenigde Staten | Team Garmin-Cervélo | +50:09   |
| 22 | Jan Bakelants         | België           | Omega Pharma-Lotto  | +55:07   |
| 23 | Francis De Greef      | België           | Omega Pharma-Lotto  | +57:36   |
| 24 | Vasil Kiryjenka       | Wit-Rusland      | Team Movistar       | +1:02:01 |
| 25 | Stefano Garzelli      | Italië           | Acqua & Sapone      | +1:04:00 |

### Rode lantaarn
| #   | Renner        | Land      | Ploeg    | Tijd     |
| --- | ------------- | --------- | -------- | -------- |
| 158 | Jos van Emden | Nederland | Rabobank | +4:49:15 |

## Puntenklassement
| #  | renner            | land      | ploeg               | punten |
| -- | ----------------- | --------- | ------------------- | ------ |
|    | Alberto Contador  | Spanje    | Saxo Bank-Sungard   | 202    |
| 2  | Michele Scarponi  | Italië    | Lampre-ISD          | 122    |
| 3  | Vincenzo Nibali   | Italië    | Liquigas-Cannondale | 121    |
| 4  | José Rujano       | Venezuela | Androni Giocattoli  | 107    |
| 5  | John Gadret       | Frankrijk | AG2R-La Mondiale    | 97     |
| 6  | Joaquím Rodríguez | Spanje    | Team Katjoesja      | 87     |
| 7  | Roman Kreuziger   | Tsjechië  | Pro Team Astana     | 85     |
| 8  | Stefano Garzelli  | Italië    | Acqua & Sapone      | 81     |
| 9  | Roberto Ferrari   | Italië    | Androni Giocattoli  | 70     |
| 10 | Pablo Lastras     | Spanje    | Team Movistar       | 66     |

## Bergklassement
| #  | renner                | land        | ploeg               | punten |
| -- | --------------------- | ----------- | ------------------- | ------ |
|    | Stefano Garzelli      | Italië      | Acqua & Sapone      | 67     |
| 2  | Alberto Contador      | Spanje      | Saxo Bank-Sungard   | 58     |
| 3  | José Rujano           | Venezuela   | Androni Giocattoli  | 43     |
| 4  | Mikel Nieve Iturralde | Spanje      | Euskaltel-Euskadi   | 39     |
| 5  | Gianluca Brambilla    | Italië      | Colnago-CSF Inox    | 29     |
| 6  | Vasil Kiryjenka       | Wit-Rusland | Team Movistar       | 24     |
| 7  | Emanuele Sella        | Italië      | Androni Giocattoli  | 23     |
| 8  | Michele Scarponi      | Italië      | Lampre-ISD          | 23     |
| 9  | Vincenzo Nibali       | Italië      | Liquigas-Cannondale | 22     |
| 10 | Johnny Hoogerland     | Nederland   | Vacansoleil-DCM     | 21     |

## Jongerenklassement
| #  | renner             | land             | ploeg               | tijd     |
| -- | ------------------ | ---------------- | ------------------- | -------- |
|    | Roman Kreuziger    | Tsjechië         | Pro Team Astana     | 84:16:42 |
| 2  | Steven Kruijswijk  | Nederland        | Rabobank            | +2:23    |
| 3  | Peter Stetina      | Verenigde Staten | Team Garmin-Cervélo | +38:41   |
| 4  | Jan Bakelants      | België           | Omega Pharma-Lotto  | +43:39   |
| 5  | Bart De Clercq     | België           | Omega Pharma-Lotto  | +52:57   |
| 6  | Cayetano Sarmiento | Colombia         | Acqua & Sapone      | +1:06:01 |
| 7  | Marcel Wyss        | Zwitserland      | Geox-TMC            | +1:07:16 |
| 8  | Diego Ulissi       | Italië           | Lampre-ISD          | +1:20:14 |
| 9  | Robert Kišerlovski | Kroatië          | Pro Team Astana     | +1:22:10 |
| 10 | Kevin Seeldraeyers | België           | Quick Step          | +1:42:22 |

## Ploegenklassement
| #  | ploeg              | land       | tijd      |
| -- | ------------------ | ---------- | --------- |
|    | Pro Team Astana    | Kazachstan | 252:44:52 |
| 2  | Team Movistar      | Spanje     | +10:00    |
| 3  | AG2R-La Mondiale   | Frankrijk  | +11:23    |
| 4  | Team Katjoesja     | Rusland    | +24:46    |
| 5  | Geox-TMC           | Spanje     | +38:41    |
| 6  | Saxo Bank-Sungard  | Denemarken | +45:23    |
| 7  | Omega Pharma-Lotto | België     | +1:07:35  |
| 8  | Acqua & Sapone     | Italië     | +1:07:57  |
| 9  | Euskaltel-Euskadi  | Spanje     | +1:20:35  |
| 10 | Lampre-ISD         | Italië     | +1:24:01  |

1e etappe ·
2e etappe ·
3e etappe ·
4e etappe ·
5e etappe ·
6e etappe ·
7e etappe ·
8e etappe ·
9e etappe ·
10e etappe ·
11e etappe ·
12e etappe ·
13e etappe ·
14e etappe ·
15e etappe ·
16e etappe ·
17e etappe ·
18e etappe ·
19e etappe ·
20e etappe ·
21e etappe
Startlijst · Eindstanden · Afbeeldingen